# Le Confessionnal
Le Confessionnal é um filme de drama canadense de 1995 dirigido e escrito por Robert Lepage. 
Foi selecionado como representante do Canadá à edição do Oscar 1996, organizada pela Academia de Artes e Ciências Cinematográficas.[carece de fontes?]

## Sinopse
É 1952, na cidade de Quebec, Canadá. Raquel, uma moça grávida de 16 anos trabalha em uma igreja. Cheia de vergonha e culpa, ela se confessa para um jovem padre, sob a confidencialidade do confessionário. No presente, em 1989, Pierre Lamontagne retornou ao Quebec para o funeral de seu pai. Ele se encontra com o irmão adotivo, Marc, que começou questionar sua identidade e começa uma jornada para encontrar suas raízes que o levará aos anos 50. O passado e o presente se convergem em uma rede complexa de intrigas.

## Elenco
- Lothaire Bluteau - Pierre Lamontagne
- Patrick Goyette - Marc Lamontagne
- Jean-Louis Millette - Raymond Massicotte
- Kristin Scott Thomas - assistente de Hitchcock
- Ron Burrage - Alfred Hitchcock
- Richard Fréchette - André Lamontagne
- François Papineau - Paul-Émile Lamontagne
- Marie Gignac - Françoise Lamontagne